# Lễ hội Ká pêê nau
Lễ hội Ká pêê nau (tiếng Kinh: ăn mừng lúa mới) là lễ hội của người người Cadong, Trà My, tỉnh Quảng Nam, một bộ phận của người Xơ Đăng. Vào những năm mưa thuận gió hòa, cây lúa trên nương, trên rẫy cho nhiều hạt. Mọi người vui mừng và sung sướng vì một năm đã cho họ vụ mùa no đủ. Đó là lúc gia đình bàn chuyện với các bô lão (Hội đồng già làng) xin ngày để mở hội Ká-pêê-nau.

## Thời gian
Thông thường, đến khoảng tháng 9, tháng 10 Âm lịch, khi lúa trên nương, trên rẫy chín vàng, gia đình suốt tượng trưng một số lúa vừa đủ một gùi mang về rồi trình báo với Hội đồng già làng xin phép ngày tổ chức lễ hội Ká-pêê-nau.

## Chuẩn bị
Thần lúa (Mó-pế), luôn được tôn kính và giữ một vị trí quan trọng, thân thiết trong đời sống mỗi gia đình cũng như mỗi bản làng. Ước muốn no đủ, an lành, hạnh phúc, thịnh vượng.
Các gia đình tiến hành chọn loại nếp đặc chủng, nấu thành xôi, tiến hành lên men ủ rượu, để làm rượu cần. Nếu không có gạo nếp trên thì người ta sẽ dùng sắn để làm rượu cần và lo gà, heo và một số thực phẩm khác… Đặc biệt, lúa mới vừa được suốt về dùng để nấu xôi, làm bánh. Trong hội Ká-pêê-nau, các con cháu trong họ dù đi làm ăn xa hay có chồng, ở rể đều được quy tụ về. Họ hàng, bà con, anh em khi đến tham dự hội Ká-pêê-nau cùng gia chủ thường mang thêm ít rượu, cơm nếp, thịt, cá khô… để vui cùng gia chủ.

## Tổ chức
Sáng sớm, gia chủ dọn một mâm cúng gồm: 
- Một ché rượu
- Một gói bánh bằng lá dong
- Một ống xôi nướng trong ống tre
- Bốn bát cơm mới
- Một con chuột
- Một con sóc nướng
- Một con cá nướng
- Một đĩa trầu cau
- Một con gà luộc chín

Đặt mâm cúng trong nhà không theo hướng nào cả. Người cúng mặc đồ trong trang phục truyền thống. Họ khấn vái và mời các Giàng, như: Giàng pui (Thần lửa), Giàng kong (Thần núi), Thần lúa (Mó-pế), Thần đất (Kará-tơní), Thần mặt trời (Kará-mắthy), Thần nước (Kará-mó huýt), Ma tốt (Két-kará)… ông bà, tổ tiên về dự. Họ tin rằng chính các vị thần này đã giúp đỡ, chở che, đùm bọc họ vượt qua mọi hiểm nguy, hoạn nạn, nghèo đói, bệnh tật… Cúng xong, dân làng, bà con, anh em, họ hàng thân thuộc, bà con láng giềng, con cháu cùng nhau ăn uống, mời rượu no say, hỏi thăm sức khỏe, công việc nương rẫy… trong sự đùm bọc, thương yêu của mọi người.